# Nostrolito
El Nostrolito es un monumento a la paz, que  representa la tumba de la guerra (de la propia guerra), situado en la plaza de Prosperidad, en Chamartín, ciudad de Madrid (España) y que se erigió por la vecindad el 21 de diciembre de 1986, para celebrar la declaración de 1986 como el Año Internacional de la Paz por la Asamblea General de la Organización de las Naciones Unidas.
Con tal motivo, las Asociaciones de Vecinos de Madrid, y en el barrio de Prosperidad la Asociación Vecinal Valle Inclán, organizaron concursos en los colegios públicos para diseñar un "Monumento por la Paz y el desarme". 
El diseño elegido en el barrio de Prosperidad fue el llevado a cabo por un niño de doce años, que representaba la tumba de la Guerra en sí: un enterramiento en tierra, con hierba encima, circundado por ladrillos, señalado con un obelisco o monolito y una lápida de granito con el epitafio "Aquí yace la guerra".
El vecindario eligió el diseño que mejor representaba "el fin definitivo de todas las guerras" y con la licencia del Ayuntamiento y con el permiso concedido (16 de diciembre de 1986), el 21 de diciembre de 1986 erigieron con sus manos la tumba de la Guerra en la plaza de Prosperidad.
Pero en enero de 2013, sin consultar al vecindario, ni a los promotores, ni llevarlo a sesión del Pleno, el concejal presidente de la Junta Municipal de Chamartín decidió que tal monumento era un adefesio y ordenó su demolición y arrojar los restos en algún vertedero,  cosa que sucedió el 23 de enero de 2013.
Este hecho ocasionó una reclamación prolongada y sostenida por parte de la vecindad para que se devolviese el monumento a su emplazamiento. 
En este proceso la vecindad se dio cuenta de que aunque hay muchos monumentos a la Paz en todo el mundo, parecía no haber en parte alguna, ni haber habido, un monumento que representase, como el suyo, la tumba de la guerra (de la propia Guerra) al que llamaron Nostrolito (“nuestro monolito”).
Finalmente, el 10 de marzo de 2018, cinco años después, el monumento (no el original) fue repuesto por personal del Ayuntamiento de Madrid.